# Адміністративний поділ Гренландії

Муніципалітети (комуни) Гренландії та Гренландський національний парк, що є невключеною територією

Гренландія у адміністративному відношенні поділяється на п'ять муніципалітетів (комун): Аваната, Кекката, Кекерталик, Куяллек, Сермерсоок. Гренландський національний парк не належить до жодного з муніципалітетів. Те саме стосується авіабази Туле, що є анклавом біля Каасуїтсупа. Муніципалітети Аваната і Кекерталик протягом 2009—2018 років утворювали муніципалітет Каасуїтсуп.

## Муніципалітети
- Аваната
- Кекерталік
- Кекката
- Куяллек
- Сермерсоок

## Історія

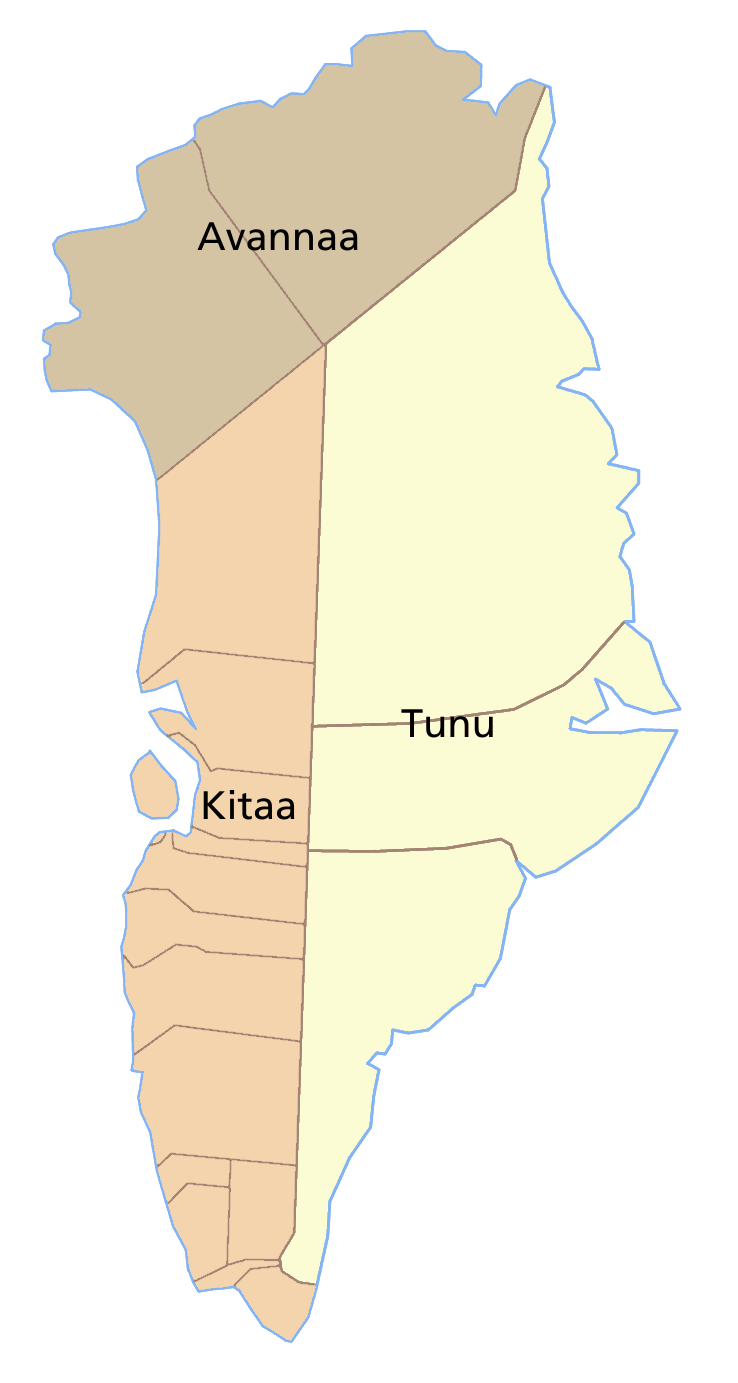
Колишній поділ Гренландії на три райони

До 1 січня 2009 року Гренландія поділялася на три райони (амти):
- Кітаа (Західна Гренландія) — 15 муніципалітетів.
- Аванаа (Північна Гренландія) — 2 муніципалітети.
- Туну (Східна Гренландія) — 1 муніципалітет.

Гренландський національний парк був розташований одночасно у двох районах — Східній і Північній Гренландії, проте не належав жодному з муніципалітетів.

### Кітаа

#### Південна частина
- Наноталік
- Какорток
- Насак
- Івігтут
- Памлут

#### Центральна частина
- Нуук
- Манітсок
- Сісіміут
- Канґаціак
- Аасіат
- Касіґіанґвіт
- Ілуліссат
- Кекертарсвак

#### Північна частина
- Уманак
- Упернавік
- Аммассалік
- Гренландський національний парк (не підпорядкований жодному муніципалітету)

### Туну
- Ітокоторміт
- Гренландський національний парк (не підпорядкований жодному муніципалітету)

### Аванаа
- Каанак
- Гренландський національний парк (не підпорядкований жодному муніципалітету)